# نجش

## تعريف النجش في اللغة
قال الأخفش: الناجش هو الذي يثير الصيد ليمر على الصيد.
وقال الجوهري: أنجشت الصيد أنجشه نجشًا أي استثرته.
ومن أقوال أهل اللغة نرى أن أصل النجش هو استخراج الشيء، كأن الناجش يستثير رغبة الآخر ليسهل التغرير به وخداعه،
وتعريف النجش:الزيادة في ثمن السلعة ممن لا يريد شراءها، حين ينادي عليها في السوق ولا رغبة لهُ في شرائها بل يقصد أن يخدع غيره فيدفعه لشرائها بثمن أعلى.

## تعريف النجش عند الفقهاء
وقد عرفه الفقهاء: هو الزيادة في ثمن السلعة ممن لا يريد شراءها وهو حرام لما فيه من تغرير المشتري وخديعتة، أو أن يمدح المبيع بما ليس فيه ليروجه.

## صور النجش
للنجش صور عدة في المعاملات المالية، وهي كلها من الأخلاقيات المذمومة في الدين الإسلامي، وأبرزها: 
أـ أن يزيد في ثمن السلعة من لا يريد شراءها ليغري المشتري بالزيادة.
ب ـ أن يتظاهر من لا يريد الشراء بإعجابه بالسلعة وخبرته بها، ويمدحها ليغر المشتري فيرفع ثمنها.
ج ـ أن يدعي صاحب السلعة، أو الوكيل، أو السمسار، ادعاء كاذبا أنه دفُع فيها ثمن معين ليدلس على من يسوم.
د ـ ومن الصور الحديثة للنجش المحظورة شرعا: اعتماد الوسائل السمعية، والمرئية، والمقروءة، التي تذكر أوصافا رفيعة لا تمثل الحقيقة، أو ترفع الثمن لتغر المشتري، وتحمله على التعاقد.

## حكم النجش في الإسلام

### الحكم التكليفي
ورد النهي عنه في الحديث النبوي، قال رسول الله صلى الله عليه وسلم: (لا تلقوا الركبان، ولا يبع بعضكم على بيع بعض، ولا تناجشوا) [سنن النسائي، دار المعرفة (3239)]
وفي حديث ابن عمر رضي الله عنهما أن رسول الله صلى الله عليه وسلم نهى عن النجش. [صحيح البخاري، دار الشعب، (21515)]
أ - فمذهب جمهور فقهاء المسلمين: أنه حرام، وذلك لثبوت النهي عنه، على ما سبق؛ ولما فيه من خديعة المسلم، وهي حرام.
ب - ومذهب الحنفية: أنه مكروه تحريما إذا بلغت السلعة قيمتها، أما إذا لم تبلغ فلا يكره، لانتفاء الخداع.

### الحكم الوضعي
أ - مذهب جمهور فقهاء المسلمين، من الحنفية والشافعية والصحيح عند الحنابلة أن البيع صحيح؛ لأن النجش فعل الناجش لا العاقد، فلم يؤثر في البيع، والنهي لحق الآدمي فلم يفسد العقد، كتلقي الركبان وبيع المعيب والمدلس، بخلاف ما كان حقا لله؛ لأن حق العبد ينجبر بالخيار أو زيادة الثمن.
ب - ومذهب مالك، وهو رواية عن أحمد: أنه لا يصح بيع النجش، لأنه منهي عنه، والنهي يقتضي الفساد.
ومع ذلك فقد نص الفقهاء على خيار الفسخ في هذا البيع:
- فالمالكية قالوا: إن علم البائع بالناجش وسكت، فللمشتري رد المبيع إن كان قائما، وله التمسك به، فإن فات المبيع فالواجب القيمة يوم القبض إن شاء، وإن شاء أدى ثمن النجش.
وإن لم يعلم البائع بالناجش، فلا كلام للمشتري، ولا يفسد البيع، والإثم على من فعل ذلك. وهذا قول عند الشافعية، حيث جعلوا للمشتري الخيار عند التواطؤ.
- والأصح عند الشافعية أنه لا خيار للمشتري لتفريطه.
- ويقول الحنابلة: البيع صحيح سواء أكان النجش بمواطأة من البائع أم لم يكن، لكن إن كان في البيع غبن لم تجر العادة بمثله فالخيار للمشتري بين الفسخ والإمضاء، كما في تلقي الركبان، وإن كان يتغابن بمثله فلا خيار له. 

## توجيه نبوي لمن يخشى من المخادعين في البيع
من خاف غبنا في البيع وخداعا، فليقل: لا خِلَابَة؛ وذلك لحديث عبد الله بن عمر: أن رجلا ذكر للنبي صلى الله عليه وسلم أنه يُخْدَعُ في البيوع، فقال: (إذا بايعتَ فقل: لا خِلَابَة). أي: لا خديعة. [صحيح البخاري، دار طوق النجاة، (2117)]

## من مفاسد النجش الاقتصادية والأخلاقية
يظهر مما تقدم عرضه من تصوير للنجش أنه يشتمل على عدة مفاسد اقتصادية وأخلاقية، ومنها ما يلي :
أولا: التضخم والاضطراب في الأسواق: وذلك لأن النجش يخلق سعرا غير واقعي للسلع قد لا يتناسب مع قيمتها ولا وظيفتها.
ثانيا: فقدان الثقة بين المتعاملين: إذ سرعان ما يكتشف الزيف والخداع، فيظن كل شخص بعد ذلك في الآخر ظن سوء، ويشك فيه وفي حديثه وفي إخباره عن ثمن السلعة ومواصفاتها.
ثالثا: خدش حقوق الأخوة: إذ الأخوة تقتضي التناصح، والصدق، والأمانة وليس الكذب والغش والخداع.
رابعا: أكل أموال الناس بالباطل، وبغير تراض.